# Dorothea Helena van den Kerckhove
Dorothea Helena van den Kerckhove, gravin van Derby (volgens Cokayne 1910 geboren te Kreny in Denemarken, ca. 1630 – Ormskirk, Engeland 1703) was een  met enige raadselen omgeven figuur. Zij was mogelijk een buitenechtelijke dochter van de Nederlandse diplomaat Jan van den Kerckhove, heer van Heenvliet, ten tijde van of kort na zijn eerste huwelijk.  Zij werd in 1660 tot Engelse genaturaliseerd. Nadien wordt haar naam ook wel verengelst tot Dorothea Helena Kirkhoven.

## Afkomst

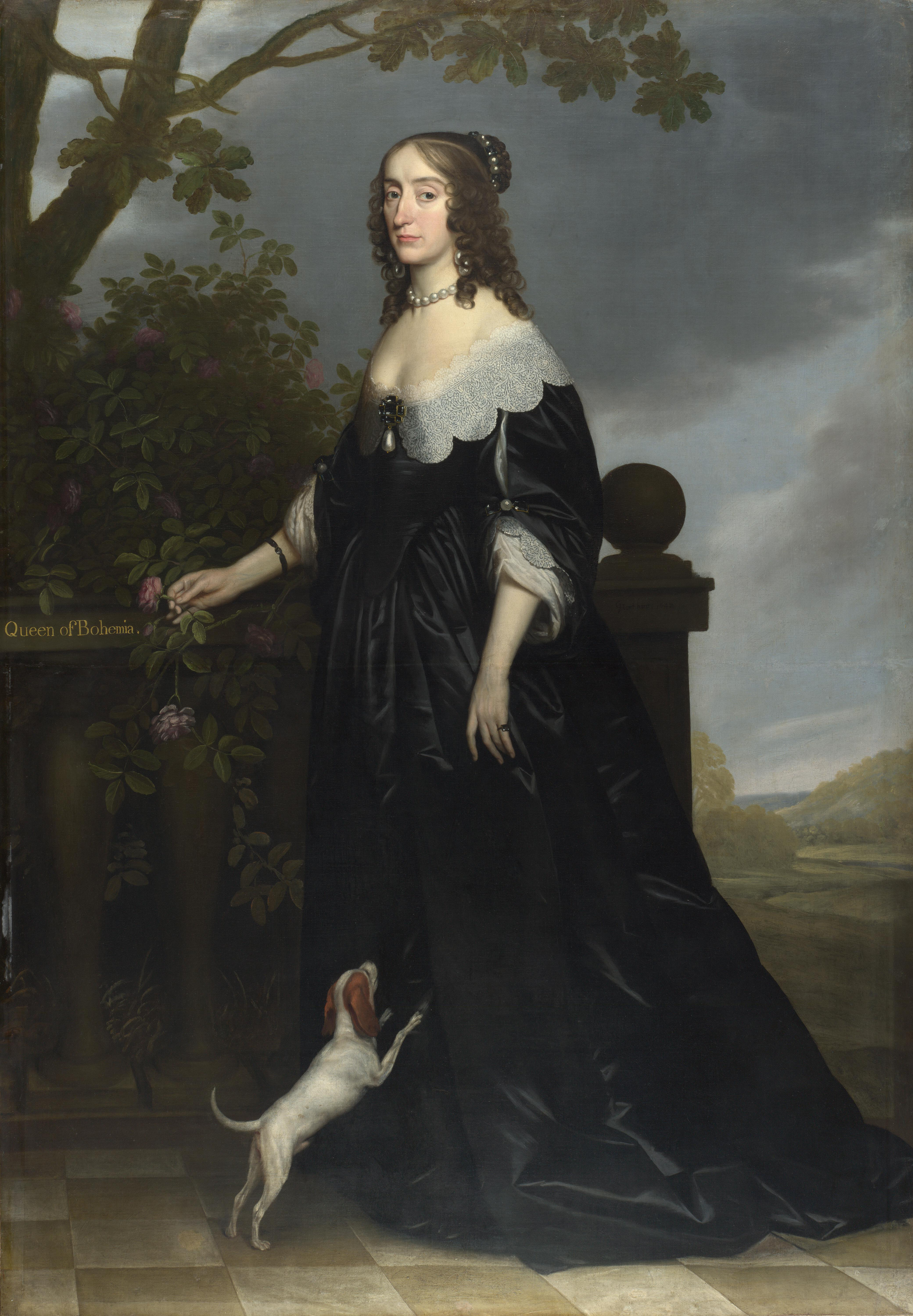
Elizabeth Stuart (1596-1662), Koningin van Bohemen, bekend als 'de Winterkoningin’, was de oudste dochter van koning James I van Engeland. Schilderij uit 1642 door Gerard van Honthorst (1590-1656)

Dorothy Helene van den Kerckhove Stanley, gravin van Derby, zoals zij zich na haar huwelijk kon noemen, werd oorspronkelijk ook wel aangeduid met de familienaam De Rupa, en als haar vader werd aangeduid 'een Duitse Baron de Rupa', die  later in Engeland naar het schijnt ten onrechte werd geïdentificeerd met de Nederlandse diplomaat Heenvliet. Het lijkt zo wel of deze laatste heeft toegelaten dat Dorothy ten tijde van zijn tweede huwelijk met Katherine Stanhope, de latere gravin van Chesterfield, zijn familienaam mocht dragen. Zij lijkt als het ware geadopteerd te zijn.
Lady Dorothy werd hofdame bij de 'winterkoningin' Elizabeth van Bohemen (1596–1662), oudste dochter van Jacobus I van Engeland en Anna van Denemarken, die in 1621 met een zeer uitgebreide hofhouding in ballingschap naar Holland uitweek, waar zij het huis van de in mei 1619 geëxecuteerde Johan van Oldenbarnevelt mocht betrekken.  In haar kringen, ook in Holland, figureerde een Moravische Baron de Rupa. Deze Baron de Rupa oftewel Vilém Roupovec, kan in de jaren 1628–1630 in Holland worden getraceerd via de Besluiten van de Staten-Generaal 1626–1630, bij een drietal gelegenheden.

## Huwelijk

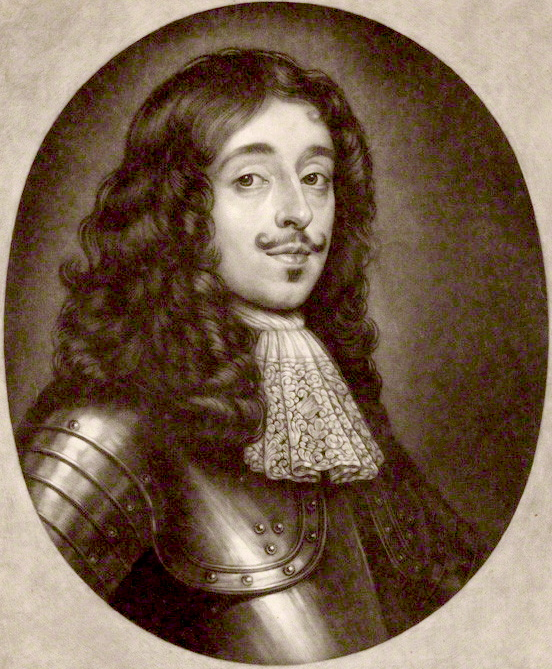
Portret van Charles Stanley, Earl of Derby (1628-1672). Door Abraham Blooteling (1640-1690), naar een onbekende schilder

Lady Dorothy trouwde, zeer tegen de zin van haar schoonvader, in 1650 met Charles Stanley, achtste graaf van Derby (19 jan 1628 – 21 dec 1672). Charles Stanley was de enige zoon van James Stanley, 7th Earl of Derby en Charlotte Stanley, gravin van Derby, geboren De La Trémouille. Als Lord Strange nam hij in geringe mate deel aan de  Engelse Burgeroorlog. Toen hij ten tijde van de veroordeling van zijn vader in 1651 in Frankrijk verbleef, richtte hij tevergeefs een smeekbede om diens leven te sparen. Nadat hij zijn vader in de grafelijke stand was opgevolgd, leidde hij een rustig leven in Bidston Hall, Cheshire, maar verleende wel steun aan een mislukte revolte door George Booth, baron Delamer, in 1659. Hij werd van zijn burgerrechten beroofd, maar het jaar erna daarin hersteld. Ook de landerijen van zijn familie op het eiland Man werden hem teruggegeven. Tussen 1666 en 1667 was hij burgemeester van Liverpool.

## Relatie
Naar het schijnt had Dorothea een buitenechtelijk contact met koning Karel II van Engeland, waaruit een kind voortkwam. Hun zoon George, geboren in 1658, werd opgevoed door de vrouw van een kanonnier op Windsor, Swan geheten. Deze George (1658–1730) nam de familienaam Swan aan.
Koning Karel II verwekte talloze onwettige kinderen, van wie hij er veertien erkende, onder wie James Scott, hertog van Monmouth, en genoemde George Swan, welke laatste hij echter als enige van hen niet in de adelstand verhief.

## Overlijden
Lady Dorothy stierf op 6 april 1703 en werd tien dagen later begraven te Ormskirk, Lancashire, Engeland. Volgens Mosley 2003 stierf zij al op 6 april 1673. Vermoedelijk is dit laatste een vergissing, zoals er rond haar persoon meer onduidelijkheden en vergissingen bestaan.